# 中南路站
中南路站位于中华人民共和国湖北省武汉市武昌区，是武汉地铁2号线与4号线的地铁换乘站。该站曾被中南商业集团冠名，冠名期间全名将为“中商集团·中南路站”。但二号线冠名因网民反对现已取消。

## 车站结构
车站位于中南路下，中南商业大楼、中商广场购物中心前，沿中南路布置。车站于2007年10月完成招标。车站总长298.4m，总体建筑面积30805㎡。车站为地下两层：地下一层为站厅层，地下二层为站台层。车站共设置6个出入口、一个紧急消防安全疏散出入口。
车站共有6个出入口。车站北侧隧道内有2号线与4号线的联络线。

### 楼层分布

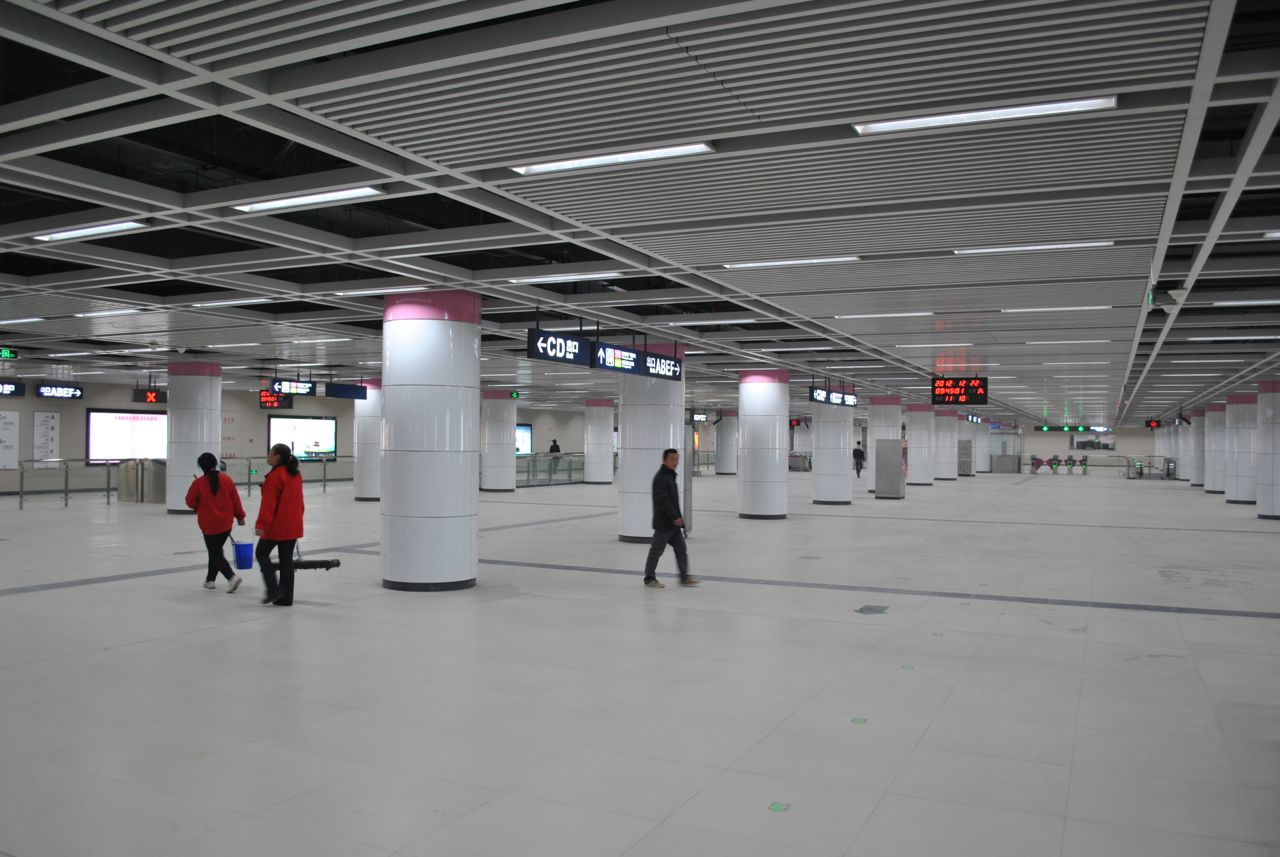
站厅
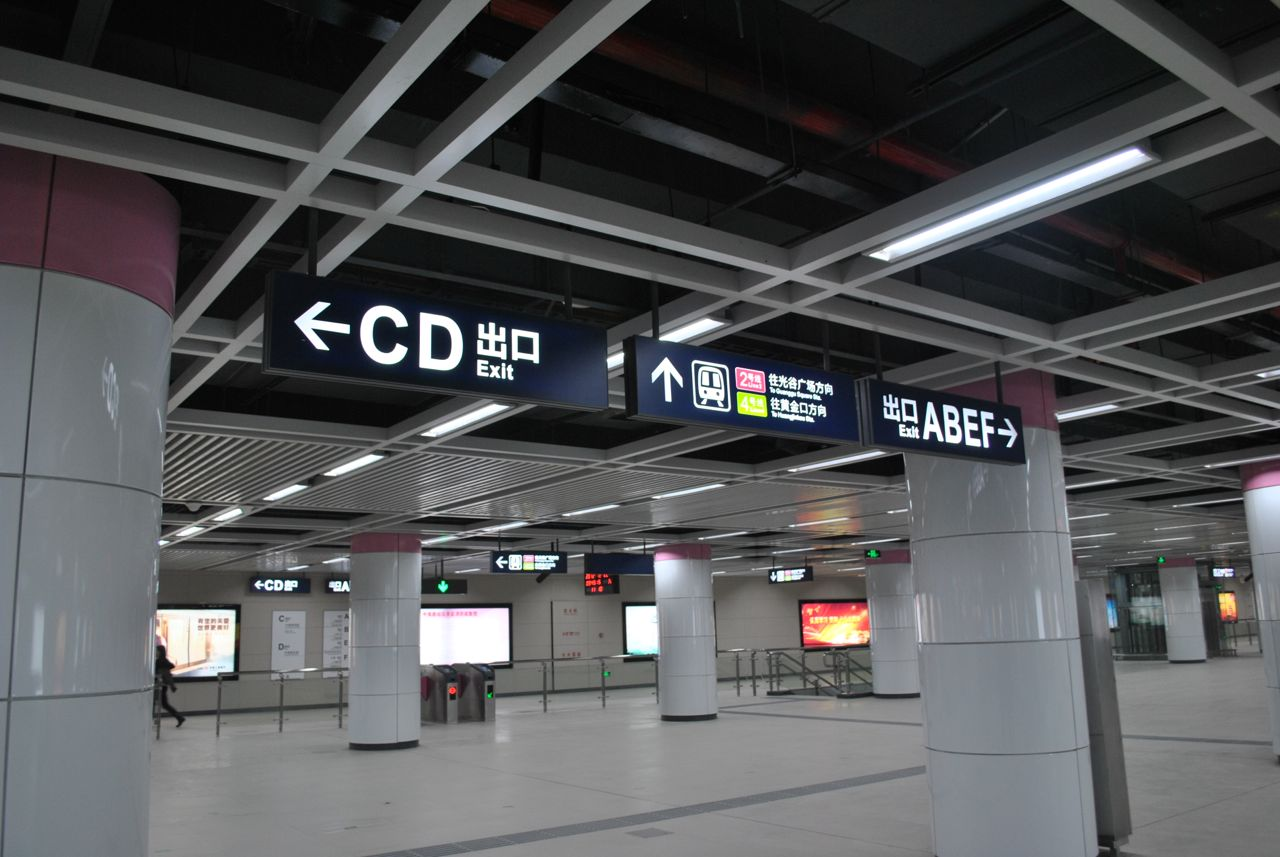
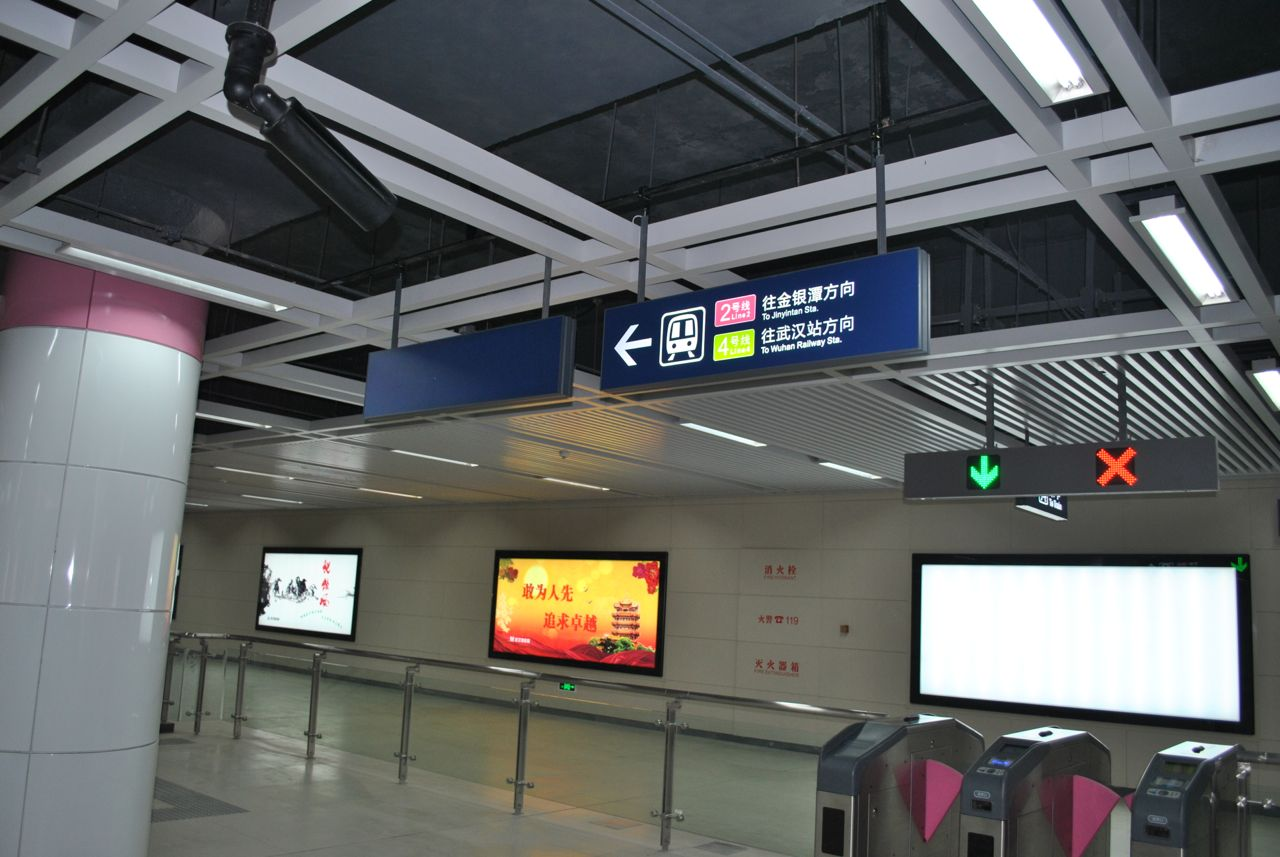

| 地面     | 地面     | 出入口                                                                |  |  |
| 地下一层 | 站厅     | 售票机、客服中心、车站商圈、武漢通充值、洗手間 可通往中商廣場購物中心 |  |  |
| 地下二层 |          | █ 4号线 往柏林（梅苑小区）                                            |  |  |
|          | 岛式站台 |                                                                       |  |  |
|          |          | █ 2号线 往佛祖岭（宝通寺）                                            |  |  |
|          |          | █ 2号线 往天河机场（洪山广场）                                        |  |  |
|          | 岛式站台 |                                                                       |  |  |
|          |          | █ 4号线 往武汉火车站（洪山广场）                                      |  |  |

- 站厅

### 同台换乘

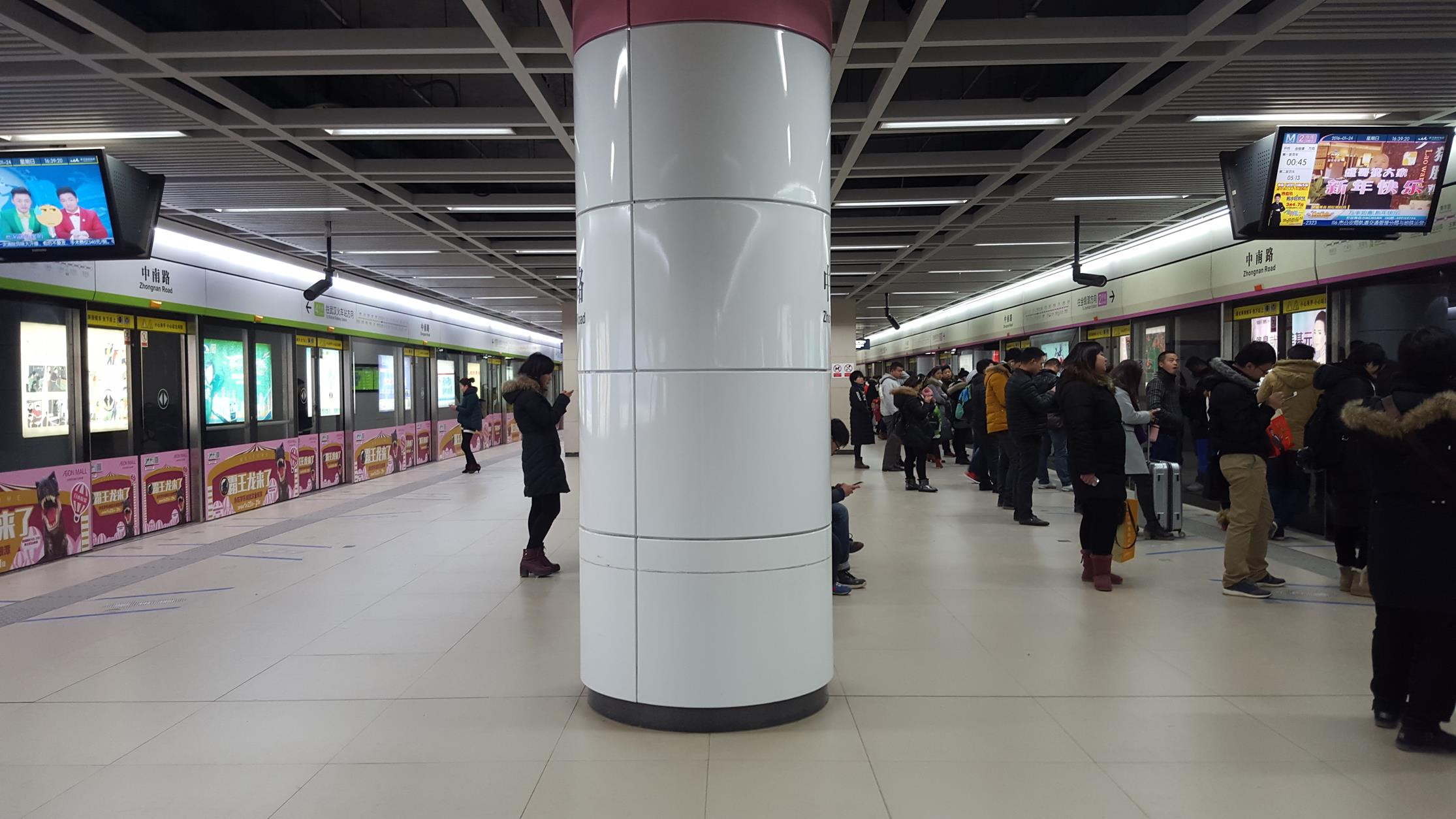
同站台换乘。左4号线右2号线

该站点地下采用同台换乘模式，两条线路4条轨道一字排开。设有两个位于同一层的岛式站台，其中靠外侧的两条独立轨道为4号线，两个站台之间所夹的两条轨道为2号线。
开往武汉火车站方向的4号线乘客可以与开往天河机场方向的2号线乘客实现在同一站台快速换乘，开往柏林方向的4号线乘客可以与开往佛祖岭方向的2号线乘客实现快速换乘。这个换乘方向与洪山广场的换乘方向相反。

### 車站出口

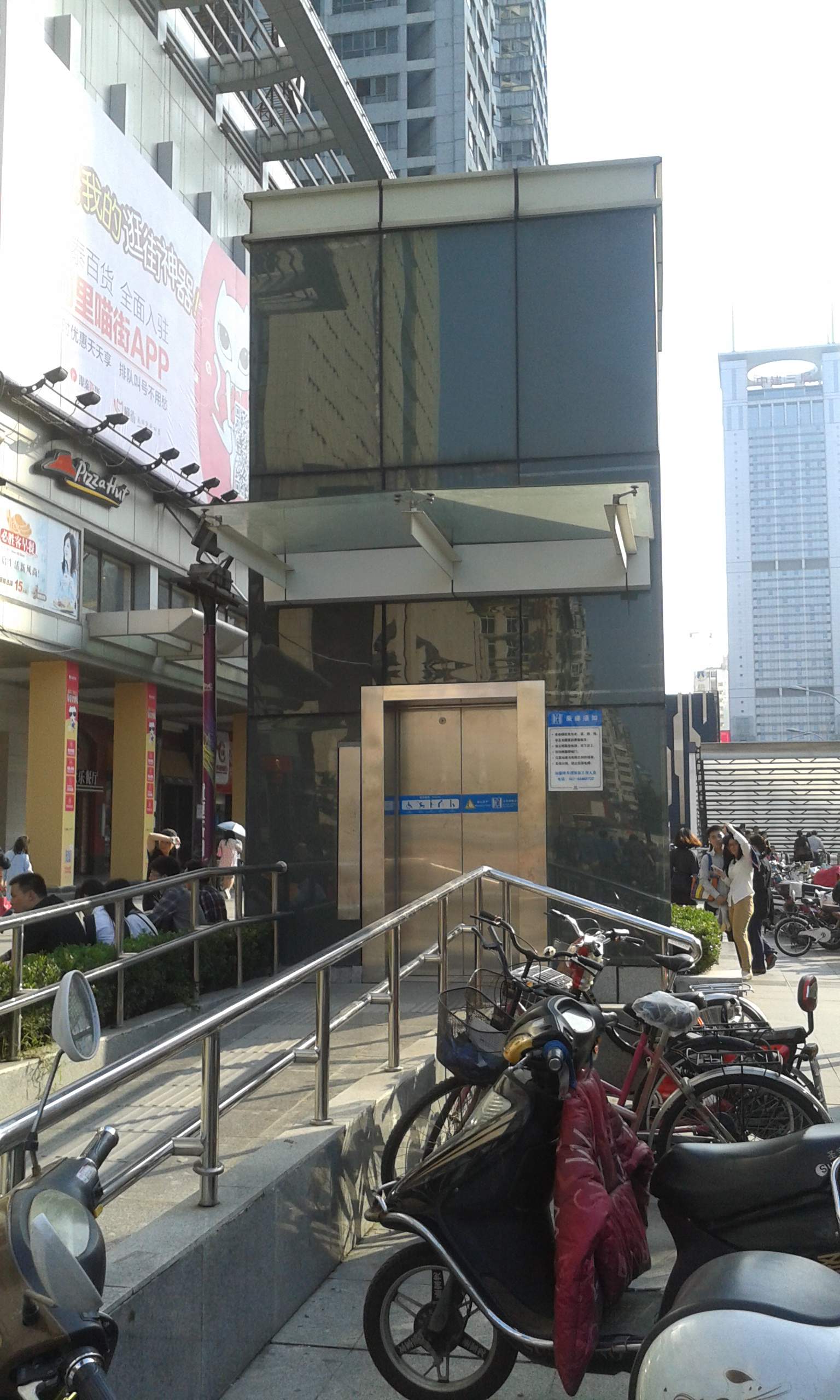
電梯設在E出口

|                                                 |      |      |                                                                                             |
|                                                 |      |      |                                                                                             |
| 出口編號                                        | 設施 | 照片 | 建議前往的目的地                                                                            |
| A                                               |      |      | 中南路 湖北省水利廳                                                                         |
| B                                               |      |      | 中南一路 中南路、武昌糧食局、武珞路社區                                                     |
| C₁                                              |      |      | 中南路 武漢小學、傅家坡汽車客運站、中商廣場購物中心、中商商業大廈、湖北省安全生產監督管理局 |
| C₂                                              |      |      | 中南路 武漢小學、傅家坡汽車客運站、中商廣場購物中心、中商商業大廈、湖北省安全生產監督管理局 |
| D₁                                              |      |      | 中南路 武漢市消防支隊洪山分隊、銀泰百貨、中南大酒店、武漢華夏醫院                           |
| D₂                                              |      |      | 中南路 武漢市消防支隊洪山分隊、銀泰百貨、中南大酒店、武漢華夏醫院                           |
| E                                               |      |      | 中南路 湖北省住房及城鄉建設廳                                                               |
| F                                               |      |      | 中南路 中南勘察設計院、湖北省建築科學研究院                                                 |
| 注： 設有升降機 \| 設有輪椅升降台 \| 設有洗手間 |      |      |                                                                                             |

- 電梯設在E出口

## 运营信息
- 2号线首末班车时间
- 4号线首末班车时间

## 邻近地区
周边分布有中南商业大楼、中商广场购物中心、湖北省建设银行总行、世纪中商百货、外文书店、湖北省水利厅、湖北省建设厅、正在建设中的嘉园大厦等大型商业、金融、办公、居住设施。

### 内部链接
- 武汉地铁车站列表